# Мидделбург (Мпумаланга)
Мидделбург (африк. Middelburg) — административный центр местного муниципалитета Стив Тшвете и района Нкангала в провинции Мпумаланга (ЮАР).

## История
Город был основан фуртреккерами в 1864 году под названием Назарет. В 1872 название было изменено на Мидделбург ("город посередине"), чтобы отразить тот факт, что город находился посередине между столицей Южно-Африканской республики городом Претория и центром золотодобычи городом Лиденбург.